# Inermestola densepunctata
Inermestola densepunctata är en skalbaggsart som beskrevs av Stefan von Breuning 1942. Inermestola densepunctata ingår i släktet Inermestola och familjen långhorningar. Inga underarter finns listade i Catalogue of Life.